# 지폐 수집

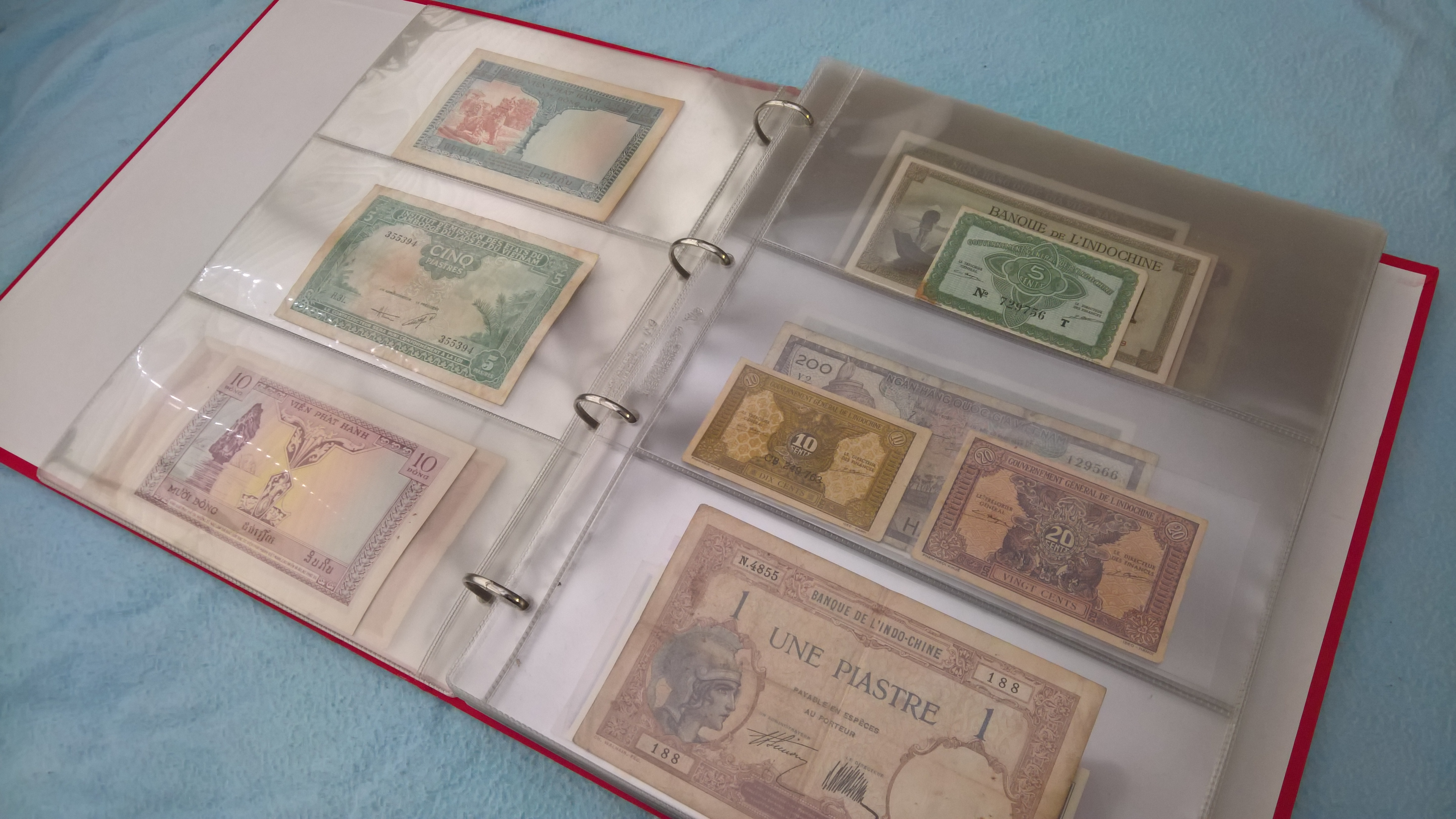

지폐 수집(영어: Notaphily)은 취미의 한 종류이며, 주로 조폐국에서 발행한 법정 통화와 같은 지폐를 수집하는 것을 말한다. 때때로 지폐 수집은 통화와 화폐의 역사를 과학적으로 연구하는 화폐학에 포함되기도 한다.
동전 수집과 마찬가지로 PMG 등의 회사에서 지폐를 그레이딩 받을 수 있다.

## 지페 수집 시 필요한 것
- 지폐 앨범

지폐 수집을 할 때는 지폐 앨범에 수집한 지폐를 넣어 보관한다. 이렇게 하면 지폐가 구겨지거나 찢어지는 등 지폐에 손상이 가는 것을 방지할 수 있다.

## 같이 보기
- 화폐학
- 동전 수집